# Paul-Gerhardt-Kirche (Gelsenkirchen-Horst)

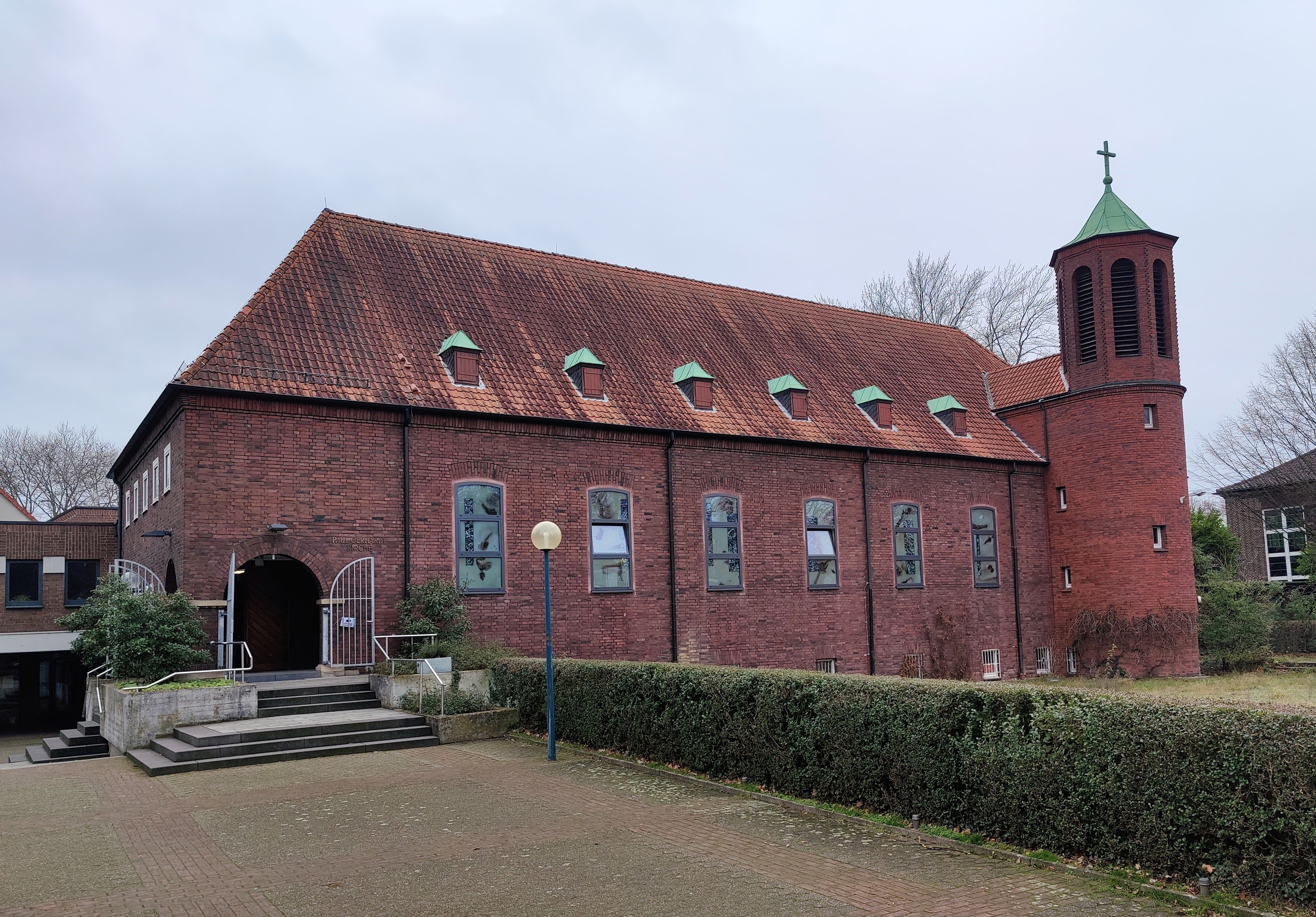
Paul-Gerhardt-Kirche Gelsenkirchen-Horst

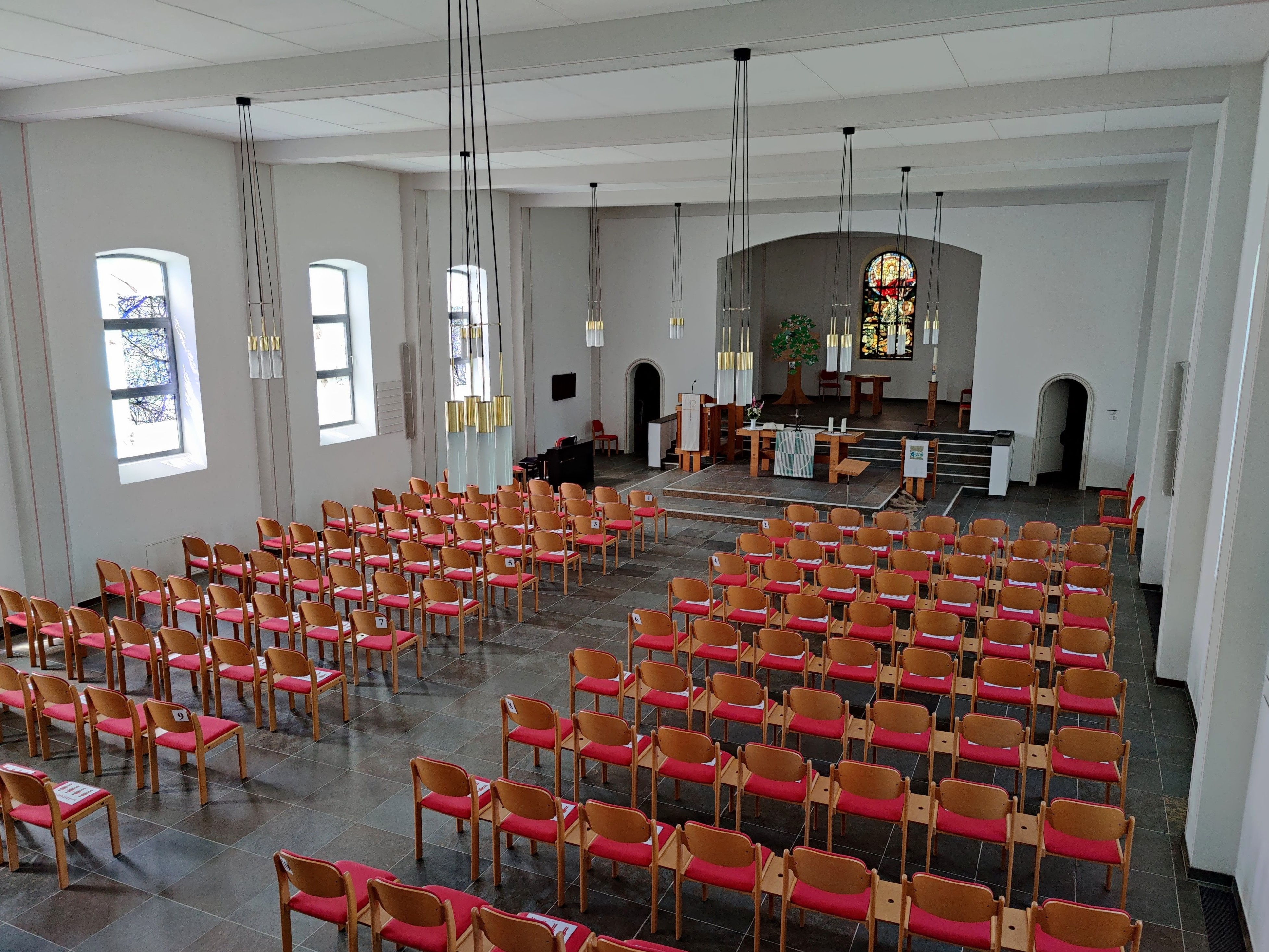
Innenraum

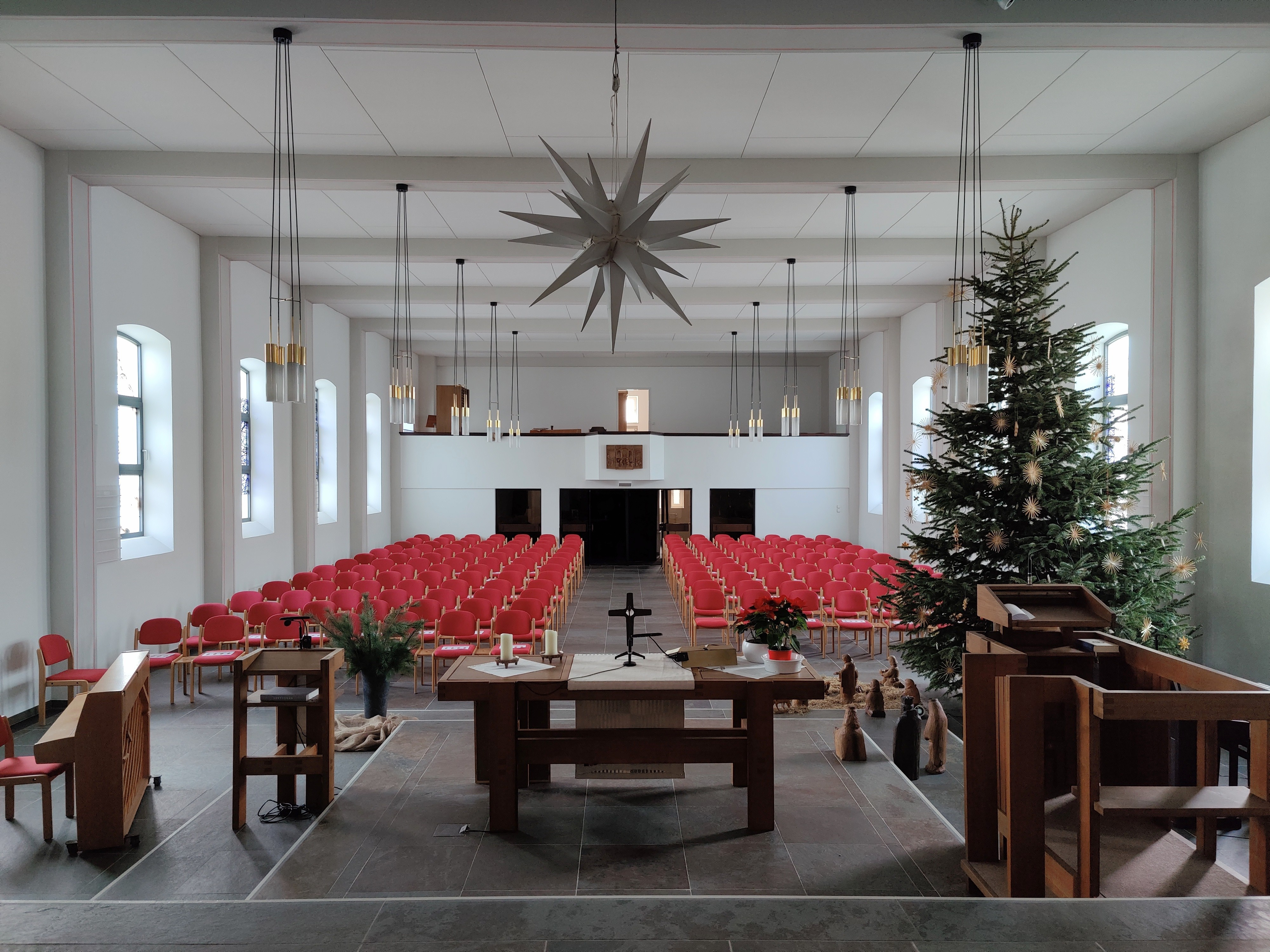
Blick zur Empore

Die evangelische Paul-Gerhardt-Kirche steht im Stadtteil Horst der nordrhein-westfälischen Großstadt Gelsenkirchen. Sie gehört zur Epiphanias-Kirchengemeinde Gelsenkirchen im Kirchenkreis Gelsenkirchen und Wattenscheid der Evangelischen Kirche von Westfalen.

## Beschreibung
Die Kirche wurde als Notkirche (Paul-Gerhardt-Haus) mit ebenerdigem großen Kirchsaal für die im Zweiten Weltkrieg und später vom Hochwasser der Emscher beschädigte Luther-Kirche, die sich im Horster Süden befunden hatte, 1949/50 mit erheblichem Anteil an Eigenleistung der Gemeindemitglieder erbaut. Finanzielle Unterstützung leistete die Gelsenberg-Benzin AG und die Zeche Nordstern. Die Einweihung war am 29. Oktober 1950.
Eine Renovierung erfolgte 2014, dabei wurden u. a. die alte Heizung zugunsten einer Fußbodenheizung entfernt und statt des Teppichbodens ein Terracottaboden eingebaut. Die seitlichen Fenster wurden erneuert durch von Oswald Rischard-Krause gestaltete Exemplare; das bauzeitliche Buntglasfenster hinter dem Altar (auferstandener und segnender Christus) verblieb. An der Empore hängt ein Altarretabel mit aufklappbaren Flügeln. Die Renovierungskosten betrugen 400.000 EUR.

## Gemeinde
In den 1960er Jahren arbeiteten in der Kirchengemeinde zeitweise vier Pfarrer und langjährig zwei Gemeindeschwestern.

## Orgel

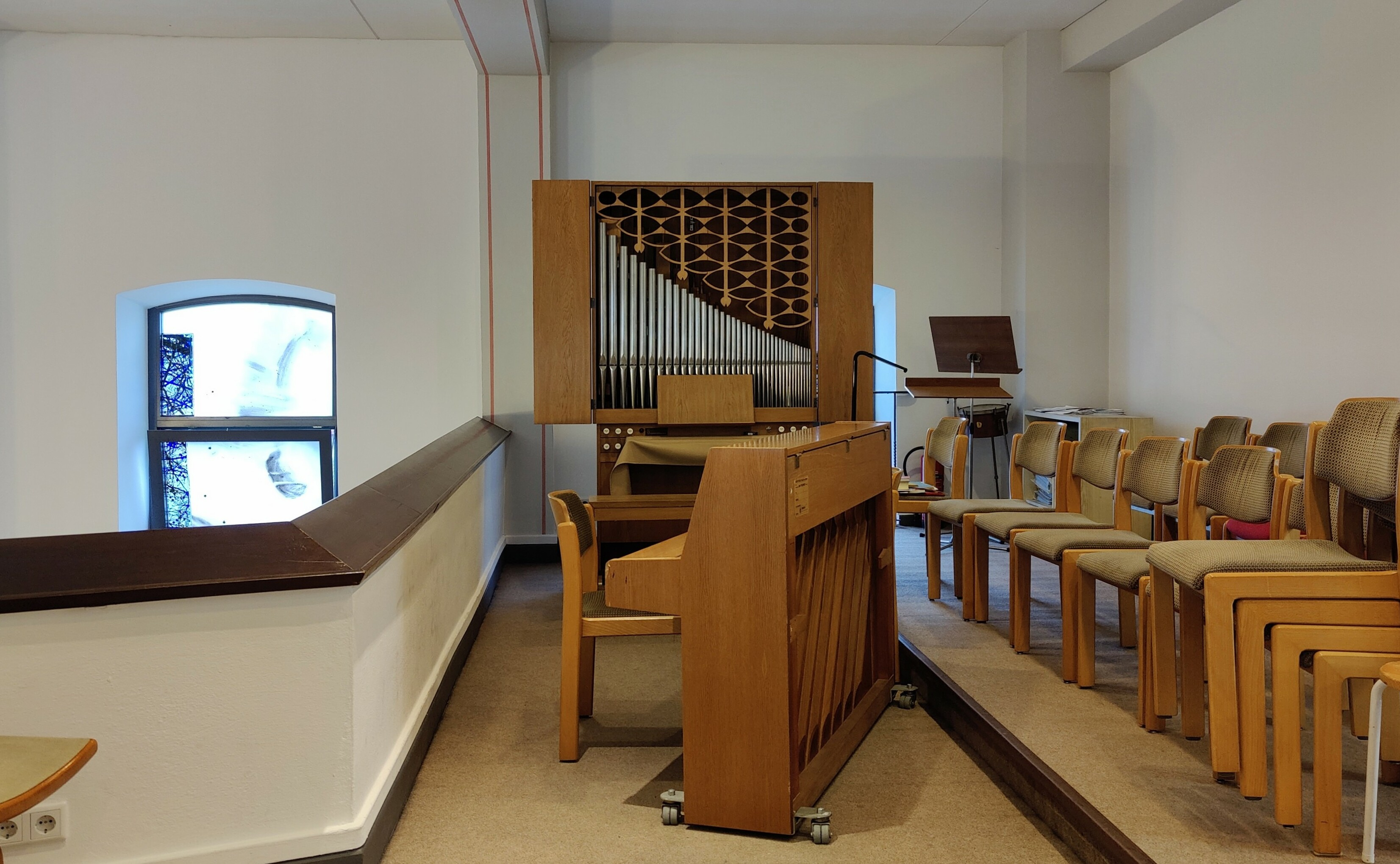
Empore mit Orgel und Klavier

Die kleine Orgel von 1970, ein Serienpositiv mit fünf Registern auf einem Manual und angehängtem Pedal von Gustav Steinmann Orgelbau aus Vlotho, wurde anlässlich der Renovierung 2014 vom Chorraum auf die Empore versetzt. Sie steht nun seitlich auf diese ausgerichtet. Die Disposition lautet:
| I Manual C–f3 |       |
| Gedackt       | 8′    |
| Rohrflöte     | 4'    |
| Prinzipal     | 2'    |
| Quinte        | 1 ⁄3' |
| Oktave        | 1'    |

| Pedal C–d1 |
| angehängt  |